# Monastère de Vrdnik-Ravanica
Ne doit pas être confondu avec Monastère de Ravanica.
Le monastère de Vrdnik-Ravanica (en serbe cyrillique : Манастир Врдник-Раваница ; en serbe latin : Manastir Vrdnik-Ravanica) est un monastère orthodoxe serbe situé en Voïvodine, à Vrdnik, dans la municipalité d'Irig. Il est un des 16 monastères de la Fruška gora, dans la région de Syrmie. Il dépend de l'éparchie de Syrmie et figure sur la liste des monuments culturels d'importance exceptionnelle de la république de Serbie (identifiant no SK 1023).
Le monastère de Vrdnik-Ravanica a été construit dans la seconde moitié du XVIe siècle, à l'époque du patriarche Serafim.

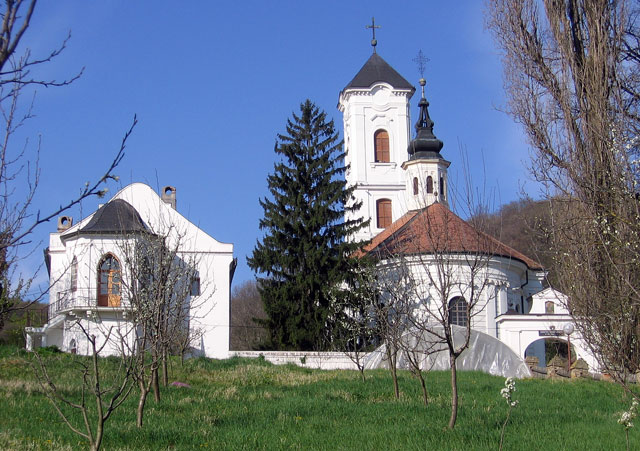
Vue générale du monastère.